# Флеминг, Джой
Джой Флеминг (урождённая Эрна Раад, фамилия в первом браке — Штрубе, во втором — Либенов, 15 Ноября 1944, Роккенхаузен – 27 Сентября 2017, Зинсхайм),, немецкая певица больше известна своим выступлением на Евровидении в 1975. Она выступила с песней "Ein Lied kann eine Brücke sein" и заняла семнадцатое место из девятнадцати.
Она сделала еще одну заявку на Евровидение в 1986 году, участвуя в немецком национальном конкурсе с песней "Miteinander". Следующее ее участие в «Евровидение» было в 2001 году, когда в рамках довольно запутанной договоренности со швейцарским телевидением она выступила в финале под немецким флагом . Песня , "Power of Trust" была представлена с двумя другими певцами, Lesley Bogaert и Brigitte Oelke,и заняла второе место.
Флеминг сделала еще одну попытку в 2002 году и снова заняла второе место, на этот раз исполнив "Joy to the World" с группой Джамилая.